# The Tomboy

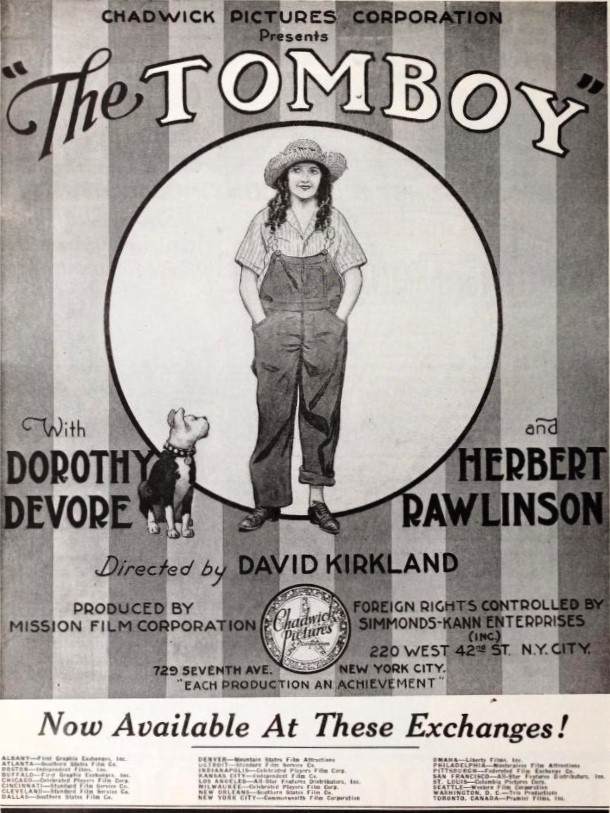
The Tomboy

Pour les articles homonymes, voir Tomboy.
The Tomboy est un film américain réalisé par David Kirkland et sorti en 1924.

## Fiche technique
- Réalisation : David Kirkland
- Scénario : Frank Mitchell Dazey
- Société de production :  Mission Film Corporation
- Image : Milton Moore
- Durée : 60 minutes
- Date de sortie : 26 décembre 1924

## Distribution
- Herbert Rawlinson : Aldon Farwell
- Dorothy Devore : Tommy Smith
- James O. Barrows : Henry Smith
- Lee Moran : le shérif Hiram
- Helen Lynch : Sweetie Higgins
- Lottie Williams : Mme Higgins
- Harry Gribbon : Rugby Blood
- Virginia True Boardman : Mme Smith